# Stinksyskesäckmal
Stinksyskesäckmal (Coleophora lineolea) är en fjärilsart som först beskrevs av Adrian Hardy Haworth 1828.  Stinksyskesäckmal ingår i släktet Coleophora, och familjen säckmalar. Enligt den svenska rödlistan är arten nära hotad i Sverige. Arten förekommer i Götaland, Svealand och Nedre Norrland. Artens livsmiljö är skogslandskap, våtmarker, jordbrukslandskap.

## Bildgalleri

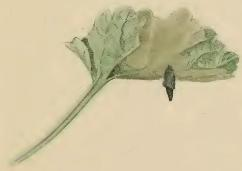
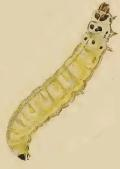
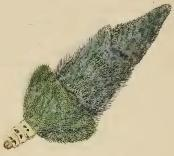